# Открытый мир
Откры́тый мир (англ. Open World) — термин в компьютерных играх, обозначающий виртуальный мир, который игрок может свободно исследовать и свободно достигать в нем своих целей. Обычно противопоставляется играм с более линейным геймплеем. Несмотря на то, что в компьютерных играх открытые миры используются с 1980-х годов, стандартом концепции стала реализация в игре Grand Theft Auto III 2001 года.
Геймдизайн игр с возможностью свободного перемещения, как правило, не содержит подгрузки уровней и так называемых «невидимых стен», являющихся обычными при линейном дизайне уровней. В целом игры с открытым миром сохраняют значительное количество ограничений в игровом окружении, вызванных техническими ограничениями или ограничениями, следующими из общей линейности игры. Примеры высокой степени автономности в компьютерных играх могут быть найдены среди массовых многопользовательских ролевых онлайн-игр (MMORPG) или среди однопользовательских игр, придерживающихся концепции открытого мира наподобие игр серии Fallout. Основной особенностью геймплея с открытым миром считается то, что такой геймплей создает симуляцию реальности и позволяет игроку развивать персонажа и его поведение в самостоятельно выбранном направлении. В подобных случаях обычно у игры нет какой-то предопределенной цели или способа ее завершения.

## Геймплей и геймдизайн
Открытый мир — это уровень или игра, созданные как нелинейные, открытые области c большим количеством способов достижения цели. Некоторые игры включают в себя как традиционные линейные уровни, так и уровни в духе открытого мира. Открытый мир облегчает масштабное исследование в сравнении с серией небольших уровней или по сравнению с уровнем, выполненным более линейно. Рецензенты пришли к выводу, что качество открытого мира обусловлено наличием в игре интересных способов взаимодействия игрока с окружающим миром, когда игрок игнорирует выполнение главной цели игры. В некоторых играх открытый мир смоделирован с реально существующих локаций наподобие города Нью-Йорк.
Основной сложностью в геймдизайне является соблюдение баланса между свободой открытого мира и структурой драматического сюжета. Поскольку игроки могут выполнять действия, которых геймдизайнер не предполагал, сценаристы игры должны придумать остроумные способы навязать игроку сюжет, не препятствуя при этом его свободе. Как следствие, в играх с открытым миром иногда сюжет игры может быть разделен на серию заданий, также сюжет может быть представлен в весьма упрощенном виде. В некоторых играх побочные задания, предлагаемые игроку, не прекращают выполнение основного задания. В большинстве игр с открытым миром вновь созданный персонаж не имеет каких-либо выраженных особенностей, чтобы игрок мог самостоятельно воплощать в нем свои замыслы. Тем не менее, в некоторых играх наподобие Landstalker предлагается расширенный набор диалогов при создании персонажа. В 2005 году Дэвид Брэбен говорил, что структура повествования в компьютерных играх «мало отличается от фильмов с Гарольдом Ллойдом 1920-х годов», и полагал, что сюжеты с по-настоящему открытым финалом станут «Святым Граалем, который мы ищем в пятом поколении компьютерных игр». Геймдизайнер Манвир Хэйр (англ. Manveer Heir), работавший в Electronic Arts над играми Mass Effect 3 и Mass Effect: Andromeda, говорил, что в геймдизайне игр с открытым миром присутствуют сложности по сравнению с линейным геймдизайном, поскольку достаточно сложно предсказать подход игроков к решению задач, поставленных перед ними игрой, это должно быть движущей силой разработки с самого начала. По мнению Хэйра, критические недостатки в Andromeda стали следствием того, что открытый мир был введен в геймплей на слишком поздней стадии разработки.
Открытый мир может представлять собой пространство без каких-либо заранее заданных границ и ориентиров, как в Minecraft, но во многих случаях разработчики предпочитают «подталкивать» игрока к созданным для него интересным местам и заданиям, заставив его сосредоточиться на определённой области мира. Одним из способов это сделать является деление мира на регионы с обозначенными границами, так, чтобы игрок осваивал их последовательно. При этом игра может предлагать игроку способ открыть все точки интереса в определённом регионе сразу, в награду за выполнение некоего задания или испытания, убрав «туман войны» с очередной области на карте — так, в The Legend of Zelda: The Wind Waker игрок должен находить в мире игры особых персонажей-«рыболюдей» и скармливать им наживку в обмен на открытие соответствующей области мира. Чрезвычайно распространённая механика, получившая уничижительное обозначение «вышки Ubisoft», предлагает игроку находить в мире игры высокие башни и забираться на них, чтобы осмотреть окрестности сверху; эта механика впервые появилась в играх серии Assassin’s Creed и впоследствии широко эксплуатировалась в играх Ubisoft, в том числе в Far Cry 3, Might & Magic X: Legacy и Watch Dogs. Среди других игр подобный подход используется в Middle-earth: Shadow of Mordor и The Legend of Zelda: Breath of the Wild. Геймдизайнер Патрис Дезиле, работавший в Ubisoft над созданием Assassin’s Creed, в 2019 году шутливо извинялся за создание механики вышек и её проникновение даже в серию The Legend of Zelda: «это моя вина».
Персонажи в играх с открытым миром, как правило, имеют неограниченное число жизней или продолжений, однако в некоторых играх наподобие Blaster Master игрок должен начинать с самого начала игры, если персонаж умрёт слишком много раз. Также существует риск того, что игрок заблудится в открытом мире, ввиду чего иногда геймдизайнеры разделяют открытый мир на удобные области.

### Процедурная генерация
Процедурная генерация — способ создания содержимого, при котором содержимое в большей степени создается автоматически, нежели вручную. Этот способ часто используется для создания игровых уровней и иного содержимого. Само по себе использование процедурной генерации не означает, что полученная игра или последовательность уровней будет нелинейной, однако это важный фактор снижения времени разработки, дающий возможность создания «на лету» сравнительно небольшими усилиями крупных «бесшовных» игровых миров, уникальных в большей или меньшей степени. Этот вид процедурной генерации известен как worldbuilding (с англ. — «строительство мира»), то есть сборка правдоподобного мира по общим правилам.
В большинстве игр жанров 4X и Roguelike процедурная генерация в той или иной степени используется для создания игровых уровней. Примером можно привести ориентированное на разработчиков средство SpeedTree, предназначенное для ускорения процесса дизайна уровней и использованное при разработке игры The Elder Scrolls IV: Oblivion. Использование процедурной генерации позволило Дэвиду Брэбену и Яну Беллу, разработчикам игры Elite, уместить игру с тысячами планет, множеством товаров для торговли, разнообразными типами космических кораблей и правдоподобной экономической системой в объёме памяти менее 22 Кб.

### Игры с открытым миром, игры-песочницы и эмерджентность
Механика игр с открытым миром часто пересекается с идеями игр-песочниц, но это разные термины. 
В то время как открытый мир означает свободу перемещения персонажа-протагониста в огромном игровом мире, 
игры-песочницы основаны на способности предоставлять игроку инструменты для творческой свободы в игре для достижения целей, если такие цели присутствуют. 
Например, Microsoft Flight Simulator — это игра с открытым миром, поскольку можно летать куда угодно в пределах нанесенного на карту мира, 
но она не считается игрой-песочницей, поскольку в игру добавлено мало творческих аспектов. 
В то же время существуют игры-песочницы с небольшими локациями (например, The Sims), 
либо без перемещения персонажа-протагониста (например, SimCity). 
Первой игрой в открытом мире, которую в СМИ отнесли к песочницам, была GTA III, но ряд автором задним числом указывает, что и ранее среди игр с открытым миром появлялись игры с элементами песочницы. 
В дальнейшем, благодаря появлению популярных игр, сочетавших открытый мир с песочницей (Minecraft, Oblivion и др.) некоторые авторы употребляли эти два термина как синонимы.
Сочетание открытого мира и механики песочницы может привести к эмерджентному игровому процессу - сложным реакциям, которые в компьютерных играх возникают (ожидаемо или неожиданно) в результате взаимодействия с относительно простой игровой механикой. По мнению Питера Молиньё, эмерджентный геймплей возникает всегда, когда в игре имеется хорошая система симуляции, позволяющая играть в виртуальном мире, где ответ на действия игрока реалистичен. Это то, что сделало игры SimCity и The Sims привлекательными для игроков. Аналогично, возможность свободного взаимодействия с городским населением в играх Grand Theft Auto придала им дополнительное измерение глубины.
Во второй половине 2000-х годов разработчики делали попытки поддержки эмерджентной игры, предлагая игрокам средства расширения игр посредством их действий. Примерами являются внутренние игровые веб-браузеры в EVE Online и The Matrix Online, средства интеграции XML и языков программирования в Second Life, изменение курса валют в Entropia Universe, а также сложная объектно-грамматическая система для решения головоломок в Scribblenauts. Также примером эмерджентности является взаимодействие искусственного интеллекта и физики. Однако возможность изложения привлекательной истории только при помощи эмерджентных технологий всё ещё ждёт решения.
В редакционной колонке BBC News Дэвид Брэбен, соавтор игры Elite, называл игры с открытым финалом «Святым Граалем» компьютерных игр того времени, указывая на игры наподобие Elite и серии Grand Theft Auto как на первые шаги в этом направлении. Питер Молиньё также выражал свою уверенность в том, что эмерджентность (или эмерджентные игры) — это направление, в котором разработка компьютерных игр будет двигаться в будущем. Он предпринимал попытки внедрить геймплей открытого мира в значительной степени в своих играх и, в частности, в Black & White и Fable.
Симулятор грузовых перевозок Euro Truck Simulator 2 (2012), созданный SCS Software, называется игрой с, вероятно, самым большим открытым миром в истории видеоигр.

## Историческая справка

### XX век
Не существует единого мнения относительно того, какая игра с открытым миром стала первой, ввиду различного подхода к определению достаточного размера открытого мира. Например, издание Ars Technica отмечает признаки этой концепции уже в первой текстовой приключенческой игре Colossal Cave Adventure. Эта же игра вдохновила Atari на создание игры Adventure, также со свободным перемещением для исследования мира. Тем не менее, в издании подчёркивают, что то, что «мы сейчас знаем как открытый мир», обрело «чёткую форму» только в 1984 году с выходом космического симулятора Elite. Эта игра считается первопроходцем концепции открытого мира. В то же время в издании Gamasutra находят истоки стиля «игра в открытом мире» в жанре авиасимуляторов наподобие вышедшей в 1979 или 1980 году игры FS1 Flight Simulator от subLOGIC, указывая на то, что большинство авиасимуляторов «предлагает режим „свободного полёта“, в котором игрок просто управляет самолётом и исследует виртуальный мир». Другие источники указывают в качестве родоначальника концепции компьютерную ролевую игру 1981 года Ultima. В этой игре присутствует возможность свободного перемещения между игровыми областями, отображаемыми на карте, которая была добавлена под впечатлением от настольной ролевой игры Dungeons & Dragons. Карты мира в первых пяти играх серии Ultima, выходивших вплоть до 1985 года, не были выполнены в едином масштабе, причем города и прочие объекты были отмечены значками. Этот подход был заимствован в первых трех играх Dragon Quest, выходивших в Японии с 1986 по 1988 год.
К ранним примерам геймплея с открытым миром среди игр жанра квест относят игры The Portopia Serial Murder Case 1983 года и The Lords of Midnight 1984 года. Также элементы открытого мира присутствуют в The Hobbit 1982 года и Valhalla 1983 года. Стратегическую игру The Seven Cities of Gold 1984 года также называют примером ранней игры с открытым миром; она повлияла на Sid Meier’s Pirates! 1987 года. Издание Eurogamer указывает на британские компьютерные игры наподобие Ant Attack 1983 года и Sabre Wulf 1984 года как на ранние примеры концепции.
По мнению Кайла Хилларда (англ. Kyle Hilliard) из журнала Game Informer, помимо Ultima, среди первых игр с открытым миром были Hydlide 1984 года и The Legend of Zelda 1986 года. В издании IGN родоначальником геймдизайна открытого мира считают игру The Legend of Zelda, которую там называют «первой действительно хорошей игрой, основанной на исследовании», тогда как Hydlide там описывают как «первую RPG, которая вознаграждает исследование». В издании GameSpot считают, что на тот момент «на массовом рынке не выходило игр с открытой концовкой, нелинейных и свободных», подобных The Legend of Zelda. Согласно журналу The Escapist, игра The Legend of Zelda является ранним примером игры с открытым миром, нелинейного геймплея с обширным и связным миром, вдохновивший многих разработчиков заимствовать подобный вариант геймдизана.
Первой трёхмерной игрой с открытым миром жанра action-adventure считается Mercenary 1985 года. В 1980-х выходили и другие игры с открытым миром наподобие Back to Skool 1985 года, Turbo Esprit 1986 года и Alternate Reality 1985 года. Игрой с открытым миром также считается Wasteland 1988 года. Игры с открытым миром выходили в начале 1990-х годов, например, вышедшие в 1991 году The Terminator, The Adventures of Robin Hood и Hunter. Последняя названа изданием IGN первой игрой-песочницей с полностью трёхмерной графикой и видом от третьего лица. В Ars Technica считают, что эта игра является «одной из лучших заявок на титул предшественника серии Grand Theft Auto». В квесте King's Quest VI, выпущенном Sierra On-Line в 1992 году, также присутствует открытый мир; в ней примерно половина заданий не обязательны, многие задания могут быть выполнены разными способами, а игроки могут их выполнять в произвольном порядке. Примером гоночной игры с открытым миром того времени является Quarantine 1994 года. Игра Iron Soldier — пример игры с открытым миром в жанре симулятора «меха».
Революционной в IGN считают игру Super Mario 64 1996 года от Nintendo из-за безграничных трёхмерных миров с возможностью свободного перемещения, что до этого редко встречалось в трёхмерных играх, а также из-за использования аналогового стика для управления виртуальной камерой. В это время вышли многие трёхмерные игры с открытым миром, например, Ocarina of Time 1998 года и Driver 1999 года.
Издание 1UP называет игру Shenmue 1999 года от Sega родоначальником поджанра «открытый город». В издании не поскупились на похвалы игре ввиду того, что игроку предлагался крупный город-песочница для свободного исследования, в котором имелся свой цикл смены дня и ночи, меняющаяся погода и полностью озвученные неигровые персонажи, идущие по своим делам. Большое игровое пространство, разнообразие выбора, уровень проработки мелочей и масштабность урбанистической песочницы сравнивались с вышедшими позднее играми-песочницами наподобие Grand Theft Auto III и ее сиквелов, серией Yakuza также от Sega, Fallout 3 и Deadly Premonition.

### XXI век
Продажи игр серии Grand Theft Auto составили более 125 млн копий. Креативный директор серии Гарри Пэнн (англ. Gary Penn), работавший ранее над Frontier: Elite 2, говорил о «ключевом» влиянии игры Elite, называя GTA «по существу, Elite в городе». Он также отмечал, что на некоторых других разработчиков оказали влияние также игры Syndicate и Mercenary. В игре Grand Theft Auto III сочетаются элементы предыдущих игр, создавая при этом новый всесторонний трёхмерный опыт, который оказал влияние на новое поколение игр с открытым миром. Исполнительный продюсер игры Сэм Хаузер характеризовал её как «встречу Zelda и „Славных парней“»; продюсер Дэн Хаузер также говорил о том, что на игру оказали влияние The Legend of Zelda и Super Mario 64. Радиостанции присутствовали ранее в играх наподобие SimCopter от Maxis 1996 года, а возможность убийства неигровых персонажей встречалась в играх типа The Portopia Serial Murder Case 1983 года и Valhalla того же года. Игровая механика, когда после убийства обывателей игрока начинает преследовать полиция, сравнивалась с игрой Pac-Man 1980 года. После выхода Grand Theft Auto III многие игры, основанные на трёхмерных открытых мирах, наподобие Watch Dogs от Ubisoft и Saints Row стали зачастую незаслуженно называть «клонами GTA» в той же степени, как в прошлом многие ранние шутеры от первого лица называли клонами Doom.
Дэн Рикерт (англ. Dan Ryckert) из Game Informer в 2011 году указал на то, что криминальные игры с открытым миром были «основной силой» игровой индустрии в прошедшее десятилетие.
В 2016 году в игре No Man’s Sky был создан не просто открытый мир, а по сути бесконечная вселенная. По сообщению разработчиков, посредством процедурной генерации игра способна генерировать более 18 квинтиллионов планет, доступных для исследования. Некоторые рецензенты отметили, что из-за этой особенности игра становится однообразной и повторяющейся, а жизненно важные элементы выглядят скучными и нудными. Джейк Свиринген (англ. Jake Swearingen) в статье для журнала New York Magazine отметил: «При помощи процедурной генерации вы можете создать 18,6 квинтиллионов уникальных планет, но вы не сможете с ее помощью создать 18,6 квинтиллионов уникальных занятий». Последовавшие после выхода игры обновления были нацелены на устранение отмеченных недостатков.
Игра The Legend of Zelda: Breath of the Wild, вышедшая в 2017 году, была названа критиками революционной, а разработчиками охарактеризована как смена парадигм в открытых мирах. По сравнению со структурированными открытыми мирами большинства игр в Breath of the Wild представлен масштабный и полностью интерактивный мир, неструктурированный в целом и вознаграждающий за исследование и манипулирование этим миром. Будучи вдохновленным оригинальной Legend of Zelda 1986 года, в открытый мир Breath of the Wild включён мультипликативный геймплей, когда «объекты реагируют на действия игрока, и сами по себе объекты влияют друг на друга». Помимо физического движка, в открытый мир также включён химический движок, «который определяет физические свойства каждого объекта и то, каким образом они связываются друг с другом», вознаграждая за эксперименты. В Nintendo назвали подход к открытому миру, использованный в игре, деятельностью на «открытом воздухе».